# Bi kịch triều đại
Bi kịch triều đại (tiếng Hàn: 사도; Romaja: Sado; Hán Việt: Tư Điệu) là bộ phim dựa trên sự việc lịch sử có thật thời Triều Tiên của Hàn Quốc do Lee Joon-ik đạo diễn với sự góp mặt của Song Kang-ho và Yoo Ah-in. Được đặt dưới triều vua Anh Tổ, bộ phim nói về cuộc đời của Thế tử Tư Điệu (Trang Hiến Thế tử), người được chọn để thừa kế ngai vàng và được coi là không thích hợp làm vua, đã bị chính cha mình lên án và bị nhốt trong thùng gạo trong tám ngày cho đến khi ông chết vì kiệt sức sau nhiều ngày liền không ăn uống ở tuổi 27
Bi kịch triều đại đã giành được ba giải thưởng tại Liên hoan phim Hàn Quốc lần thứ 35, bao gồm Phim hay nhất. Nó cũng được chọn là đại diện Hàn Quốc đầu tiên cho Phim Ngoại ngữ hay nhất tại Giải thưởng hàn lâm Oscar lần thứ 88 nhưng không được đề cử.

## Nội dung
Bộ phim lấy bối cảnh vào thời Triều Tiên, vị vua thứ 21 - Triều Tiên Anh Tổ cố gắng đào tạo con mình - Trang Hiến Thế tử cách trở thành một Thế tử đủ tiêu chuẩn và thành một vị vua quyền thế sau này. Nhưng sau khi thấy con trai chơi đùa và vẽ tranh, ông đã cảm thấy thất vọng. Những biểu hiện và câu trả lời của Thế tử lại càng làm cho ông lo lắng và buồn bã hơn. Nhiều năm sau, Thế tử đã trưởng thành và bắt đầu tham gia việc triều chính. Mặc dù anh đã cố gắng để làm hài lòng vua cha nhưng đều nhận lại sự thất vọng và những hành động hạ nhục anh từ cha mình. Dần dần, anh càng bất mãn và chống lại nhà vua khiến cho ông tức giận và có ý định phế Thế tử. Những nỗ lực của nhà vua để đào tạo con trai ông cuối cùng thất bại. Nhà vua ở tuổi muộn, mất hy vọng với con trai của mình, cố gắng đào tạo cháu nội cho vị trí ngai vàng.
Cháu trai xuất sắc trong những khía cạnh này, làm cho nhà vua hạnh phúc. Trong một cơn thịnh nộ cay đắng và thù hận, Thế tử chạy đến Vương cung vào lúc đêm để ám sát cha mình. Nhưng nghe những cuộc đối thoại giữa con trai và vua cha làm cho anh biết anh đang làm gì và anh hạ gươm xuống.
Nhà vua ban đầu muốn tha thứ nhưng bị các quan viên phản đối với ý nghĩ rằng Thế tử đã làm một viêc tày trời và không xứng đáng làm vua tương lai. Nhà vua ra lệnh giam Thế tử trong một thùng gạo cho đến khi chết. Vào ngày thứ tám, thế tử chết, tang lễ được tổ chức. Nhà vua di chuyển đến một nơi hẻo lánh để nghỉ dưỡng. Cung điện được chăm sóc bởi các quan chức và Vương phi.
Sau 14 năm, Thế tôn gặp ông của mình, nhà vua nhắc nhở anh không được phép nhắc đến cha ruột. Tuy nhiên, sau khi ông nội qua đời, cháu nội, bây giờ là vua, đã công nhận và tôn vinh cha mình. Cả hai mẹ con đều rơi lệ vì niềm tự hào.
Bộ phim là một bức chân dung của một cuộc đấu tranh quyền lực giữa một người cha tự mãn và đứa con trai bị thiếu thốn tình cảm, người lúc đầu luôn phấn đấu để kiếm được tình yêu và sự ngưỡng mộ của cha mình, nhưng về sau đã chống lại ông khi anh nhận ra rằng anh không bao giờ có thể làm cha mình hài lòng  cũng như không thực sự kiếm được sự tôn trọng.
Ở mọi cơ hội, nhà vua luôn tìm cách bắt bẻ và trút sự khó chịu của ông lên con trai mình. Sự hung dữ, khinh thường, bạo lực, và nhu cầu tự mãn để chinh phục và sự nhục nhã được thể hiện khá rõ qua các tương tác của nhà vua với con trai ông ta.

## Diễn viên
- Song Kang-ho vai Triều Tiên Anh Tổ
- Yoo Ah-in vai Trang Hiến Thế Tử
- Moon Geun-young vai Hiến Kính Vương hậu
- Kim Hae-sook vai Nhân Nguyên Vương hậu
- Park Won-sang vai Hong Bong-han
- Jeon Hye-jin vai Ánh tần Lý thị
- Park So-dam vai Thục nghi Văn thị
- Jin Ji-hee vai Hoà Hoãn Ông chúa
- Seo Ye-ji vai Trinh Thuần Vương hậu
- Lee Dae-yeon vai Kim Sang-ro
- Kang Seong-hae vai Kim Han-gu
- Choi Deok-moon vai Hong In-han
- Jung Suk-yong vai nội giám Hong
- Choi Min-cheol vai Chae Je-gong
- Park Myeong-shin vai Trinh Thánh Vương hậu
- Son Deok-gi vai Hong Nak-in
- So Ji-sub vai Triều Tiên Chính Tổ (cameo)

## Sản xuất
Phim bấm máy 08/07/2014. The Throne là bộ phim đầu tiên của Moon Geun-young sau 8 năm.

## Đánh giá chuyên môn

### Phòng vé
Trình chiếu tại Hàn Quốc vào ngày 16 tháng 9 năm 2015. Đến ngày 25 tháng 10, hãng đã thu được 48,7 tỷ ₩ (42,9 triệu đô la Mỹ) từ 6,23 triệu lượt xem.

## Giải thưởng và đề cử
| Năm  | Giải thưởng                                          | Thể loại                                     | Người nhận                                  | Kết quả   |
| ---- | ---------------------------------------------------- | -------------------------------------------- | ------------------------------------------- | --------- |
| 2015 | 35th Korean Association of Film Critics Awards       | Best Film                                    | The Throne                                  | Đoạt giải |
| 2015 | 35th Korean Association of Film Critics Awards       | Best Actor                                   | Yoo Ah-in                                   | Đề cử     |
| 2015 | 35th Korean Association of Film Critics Awards       | Best Screenplay                              | Cho Chul-hyun, Oh Seung-hyeon, Lee Song-won | Đoạt giải |
| 2015 | 35th Korean Association of Film Critics Awards       | Best Music                                   | Bang Jun-seok                               | Đoạt giải |
| 2015 | 35th Korean Association of Film Critics Awards       | Top 10 Films of the Year                     | The Throne                                  | Đoạt giải |
| 2015 | 15th Korea World Youth Film Festival                 | Most Favorite Actor                          | Yoo Ah-in                                   | Đoạt giải |
| 2015 | 52nd Grand Bell Awards                               | Best Film                                    | The Throne                                  | Đề cử     |
| 2015 | 52nd Grand Bell Awards                               | Best Director                                | Lee Joon-ik                                 | Đề cử     |
| 2015 | 52nd Grand Bell Awards                               | Best Actor                                   | Yoo Ah-in                                   | Đề cử     |
| 2015 | 52nd Grand Bell Awards                               | Best Supporting Actress                      | Kim Hae-sook                                | Đoạt giải |
| 2015 | 36th Blue Dragon Film Awards                         | Best Film                                    | The Throne                                  | Đề cử     |
| 2015 | 36th Blue Dragon Film Awards                         | Best Director                                | Lee Joon-ik                                 | Đề cử     |
| 2015 | 36th Blue Dragon Film Awards                         | Best Actor                                   | Song Kang-ho                                | Đề cử     |
| 2015 | 36th Blue Dragon Film Awards                         | Best Actor                                   | Yoo Ah-in                                   | Đoạt giải |
| 2015 | 36th Blue Dragon Film Awards                         | Best Supporting Actress                      | Jeon Hye-jin                                | Đoạt giải |
| 2015 | 36th Blue Dragon Film Awards                         | Best Screenplay                              | Cho Chul-hyun, Oh Seung-hyeon, Lee Song-won | Đề cử     |
| 2015 | 36th Blue Dragon Film Awards                         | Best Cinematography                          | Kim Tae-gyeong                              | Đoạt giải |
| 2015 | 36th Blue Dragon Film Awards                         | Best Editing                                 | Kim Sang-bum, Kim Jae-bum                   | Đề cử     |
| 2015 | 36th Blue Dragon Film Awards                         | Best Art Direction                           | Kang Seung-yong                             | Đề cử     |
| 2015 | 36th Blue Dragon Film Awards                         | Best Lighting                                | Hong Seung-cheol                            | Đoạt giải |
| 2015 | 36th Blue Dragon Film Awards                         | Best Music                                   | Bang Jun-seok                               | Đoạt giải |
| 2015 | 19th Tallinn Black Nights Film Festival              | Grand Prix                                   | Lee Joon-ik                                 | Đoạt giải |
| 2015 | 19th Tallinn Black Nights Film Festival              | Best Music                                   | Bang Jun-seok                               | Đoạt giải |
| 2015 | 5th SACF Artists of the Year Awards                  | Artistic Impression in Motion Pictures Award | Yoo Ah-in                                   | Đoạt giải |
| 2015 | The Korea Film Actors Association Awards             | Top Star Award                               | Yoo Ah-in                                   | Đoạt giải |
| 2015 | The Korea Film Actors Association Awards             | Best Director Award                          | Lee Joon-ik                                 | Đoạt giải |
| 2016 | 7th Korean Film Reporters Association Awards (KOFRA) | Best Film                                    | The Throne                                  | Đoạt giải |
| 2016 | 7th Korean Film Reporters Association Awards (KOFRA) | Best Actor                                   | Yoo Ah-in                                   | Đoạt giải |
| 2016 | 7th Korean Film Reporters Association Awards (KOFRA) | Best Supporting Actress                      | Jeon Hye-jin                                | Đoạt giải |
| 2016 | 20th Satellite Awards                                | Best Foreign Language Film                   | The Throne                                  | Đề cử     |
| 2016 | 20th Satellite Awards                                | Best Costume Design                          | Shim Hyun-seob                              | Đề cử     |
| 2016 | 10th Asian Film Awards                               | Best Original Music                          | Bang Jun-seok                               | Đề cử     |
| 2016 | 10th Asian Film Awards                               | Best Costume Design                          | Lee Ji-yeon, Shim Hyun-seob                 | Đoạt giải |
| 2016 | 10th Asian Film Awards                               | Next Generation Award                        | Yoo Ah-in                                   | Đoạt giải |
| 2016 | 21st Chunsa Film Art Awards                          | Grand Prix (Best Director)                   | Lee Joon-ik                                 | Đoạt giải |
| 2016 | 21st Chunsa Film Art Awards                          | Best Original Screenplay                     | Cho Chul-hyun                               | Đoạt giải |
| 2016 | 21st Chunsa Film Art Awards                          | Best Actor                                   | Yoo Ah-in                                   | Đoạt giải |
| 2016 | 21st Chunsa Film Art Awards                          | Best Supporting Actress                      | Jeon Hye-jin                                | Đề cử     |
| 2016 | 52nd Baeksang Arts Awards                            | Best Supporting Actress                      | Jeon Hye-jin                                | Đề cử     |
| 2016 | 52nd Baeksang Arts Awards                            | Best Actor (Film)                            | Song Kang-ho                                | Đề cử     |
| 2016 | 52nd Baeksang Arts Awards                            | Best Actor (Film)                            | Yoo Ah-in                                   | Đề cử     |
| 2016 | 25th Buil Film Awards                                | Best Supporting Actress                      | Jeon Hye-jin                                | Đề cử     |
| 2016 | 25th Buil Film Awards                                | Best Art Direction                           | Kang Seung-yong                             | Đề cử     |
| 2016 | 25th Buil Film Awards                                | Best Music                                   | Bang Joon-seok                              | Đề cử     |